# Осемдесет и пети пехотен полк
Осемдесет и пети пехотен полк е български пехотен полк, формиран през 1917 година и взел участие в Първата световна война (1915 – 1918).

## История
Осемдесет и пети пехотен полк е формиран на 18 април 1917 в село Метохи от кадър на 9-а погранична дружина, както и от 10-и и 30-и пехотен полк. Състои се от три дружини. Първата запазена заповед е № 2 от 25 април 1917 г. издадена в с. Мортатово. Участва в Първата световна война (1915 – 1918). През юни 1917 година се формира полкова учебна команда. На 22 октомври 1918 на основание телеграма от щаба на 8-а пехотна тунджанска дивизия, на гара Търново-Сеймен се демобилизира и разформирова, като кадърът му се превежда към 30-и пехотен шейновски полк. Полкът е оконачателно ликвидиран на 31 декември 1918 година.

## Командири
Званията са към датата на заемане на длъжността.
| №  | звание       | име           | дати                 |
| -- | ------------ | ------------- | -------------------- |
| 1. | Подполковник | Петър Рачев   | Първа световна война |
| 2. | Полковник    | Стоян Гашаров | Първа световна война |